# Норваш-Шигалинське сільське поселення
Норва́ш-Шигали́нське сільське поселення (рос. Норваш-Шигалинське сельское поселение) — муніципальне утворення у складі Батиревського району Чувашії, Росія. Адміністративний центр — село Норваш-Шигалі.

## Населення
Населення — 1480 осіб (2019, 1732 у 2010, 1841 у 2002).

## Склад
До складу поселення входять такі населені пункти:
| Населений пункт           | Населення, осіб (2002) | Населення, осіб (2010) |
| ------------------------- | ---------------------- | ---------------------- |
| Норваш-Шигалі, село       | 1151                   | 1092                   |
| Підлісні Шигалі, присілок | 642                    | 610                    |
| Ясна Поляна, селище       | 48                     | 30                     |